# Radomir, Bulgarien
Radomir (bulgariska: Радомир) i kommunen Obsjtina Radomir är huvudort i regionen Pernik i Bulgarien.